# Lewis Cine
Lewis Tom Cine (geboren am 5. Oktober 1999 in Haiti) ist ein haitianisch-amerikanischer American-Football-Spieler auf der Position des Safetys. Er spielte College Football für die Georgia Bulldogs und gewann mit Georgia in der Saison 2021 das College Football Playoff National Championship Game. Im NFL Draft 2022 wurde Cine in der ersten Runde von den Minnesota Vikings ausgewählt. Seit Januar 2025 steht Cine bei den Philadelphia Eagles unter Vertrag.

## College
Cine wurde in Haiti geboren und zog im Alter von vier Jahren in die Vereinigten Staaten nach Florida. Als er auf die Middle School ging zog er nach Everett, Massachusetts, wo er begann, Football zu spielen und für das dortige Highschoolteam erfolgreich war. Infolge des Karriereendes seines Head Coaches entschloss Cine sich dazu, zu einem Onkel nach Texas umzuziehen, um an der Trinity Christian School in Cedar Hill zu spielen. Dort lernte er den ehemaligen NFL-Spieler und Hall-of-Famer Deion Sanders kennen, der zu dieser Zeit als Assistenztrainer an der Trinity Christian School tätig war.
Ab 2019 ging Cine auf die University of Georgia, um College Football für die Georgia Bulldogs zu spielen. Als Freshman kam er in allen 14 Spielen zum Einsatz, ihm gelang eine Interception. In den letzten beiden Partien spielte er von Beginn an. In seiner zweiten Saison für Georgia war Cine Stammspieler, dabei gelangen ihm 49 Tackles und drei verteidigte Pässe. In der Saison 2021 wurde Cine in das All-Star-Team der Southeastern Conference (SEC) gewählt. Mit 73 Tackles und neun verhinderten Pässen führte er jeweils sein Team in diesen Statistiken an. Er zog mit den Bulldogs in das College Football Playoff National Championship Game ein, das sie mit 33:18 gegen die Alabama Crimson Tide gewannen. Cine wurde als Defensive MVP des Spiels ausgezeichnet, er verzeichnete sieben Tackles, davon einen für Raumverlust, und einen verhinderten Pass. Anschließend gab er seine Anmeldung für den NFL Draft 2022 bekannt.

## NFL
Cine wurde im NFL Draft 2022 in der ersten Runde an 32. Stelle von den Minnesota Vikings ausgewählt. Er nahm als Rookie hinter Harrison Smith, Camryn Bynum und Josh Metellus nur eine Reserverolle in der Defense ein, nachdem er in der Saisonvorbereitung an einer Knieverletzung laboriert hatte. Am vierten Spieltag zog Cine sich bei der Partie gegen die New Orleans Saints in London beim Blocken während eines Punt Returns einen Bruch im linken Bein zu, der eine Operation erforderlich machte und womit er für den Rest der Saison ausfiel. In der Saison 2023 fand Cine erneut keine Rolle in der Defensive der Vikings und stand nur bei acht Spielzügen auf dem Feld.
Im August 2024 wurde Cine von den Vikings im Rahmen der Kaderverkleinerung auf 53 Spieler entlassen. Daraufhin schloss er sich dem Practice Squad der Buffalo Bills an. Am 8. Januar 2025 nahmen die Philadelphia Eagles Cine für ihren aktiven Kader unter Vertrag. Er gewann mit den Eagles den Super Bowl LIX, kam dabei aber nicht zum Einsatz.